# 선거구 획정
선거구 획정(redistriction)은 선거구를 획정하고, 중대선거구제의 경우 선거구별 의석을 배정하는 일이다. 선거구를 추가, 제거 또는 기타 방식으로 변경하는 과정이다. 선거구 획정은 일반적으로 주기적인 인구 조사 결과에 따라 선거구 경계를 변경하는 경계 구분의 한 형태이다. 지리적 불균형을 방지하기 위해 선출원 또는 이와 유사한 선거 시스템을 사용하는 대부분의 대의 민주주의 시스템에서는 법이나 헌법에 따라 선거구 획정이 최소 10년마다 요구된다. 특정 후보나 정당에 유리하게 선거구를 조작하는 행위를 게리맨더링이라고 한다.

## 같이 보기
- 게리맨더링